# Nicole Jamet
Pour les articles homonymes, voir Jamet.
Nicole Jamet, née le 16 septembre 1948 à Asnières-sur-Seine, est une actrice et scénariste française. Elle a été l'épouse de Didier Kaminka, puis la compagne de Pierre-Jean Rey.

## Biographie
Nicole Jamet fut célèbre par son interprétation de Cosette aux côtés de Georges Geret dans Les Misérables réalisé par Marcel Bluwal en 1972. En 1973, Claude Autant-Lara lui offre le rôle de Bathilde dans Lucien Leuwen aux côtés de Bruno Garcin pour l'ORTF. Nicole Jamet et Didier Kaminka jouent ensemble dans Je sais rien, mais je dirai tout (1973) de Pierre Richard puis dans Le Garde du corps (1984) de François Leterrier. En 1975, Didier Kaminka engage Nicole Jamet pour le rôle d'une des trois minettes dans Trop c'est trop. En 1977 elle incarne Sylvie, nouvelle venue dans le triangle bisexuel entre Sami Frey, Mario Gonzales et Christine Murillo dans Pourquoi pas ! de Coline Serreau. En 1984 puis 1986, elle est célèbre en Italie pour son rôle d'épouse de Michele Placido dans La Mafia et La Mafia 2. Sous la direction de Didier Kaminka, elle joue en 1987 dans Tant qu'il y aura des femmes et en 1990 dans Promotion canapé.
Elle a été remarquée au théâtre en 1984-1986 dans le rôle de Roxane, aux côtés de Jacques Weber, dans Cyrano de Bergerac mis en scène par Jérôme Savary.
Nicole Jamet travaille aussi comme scénariste pour la télévision. Elle a coécrit entre autres Dolmen, diffusé sur TF1 l'été 2005.

## Filmographie

### Cinéma
- 1972 : Aimez-vous les uns les autres... mais pas trop de Daniel Moosmann : Annie Vernier
- 1973 : Je sais rien, mais je dirai tout de Pierre Richard
- 1975 : Trop c'est trop de Didier Kaminka
- 1977 : Pourquoi pas ! de Coline Serreau : Sylvie
- 1980 : L'Enfant-roi de René Féret : Nicole
- 1981 : Plein sud de Luc Béraud : Nicole Lainé
- 1984 : Le Garde du corps de François Leterrier : Claudine
- 1987 : Tant qu'il y aura des femmes de Didier Kaminka
- 1990 : Promotion canapé de Didier Kaminka : Hélène
- 1997 : Le Pari de Didier Bourdon et Bernard Campan
- 2010 : Toutes les filles pleurent de Judith Godrèche.

### Télévision
- 1970 : Le Tribunal de l'impossible La cité d'Is, feuilleton télévisé de Michel Subiela : Lilia
- 1972 : Les Misérables de Marcel Bluwal
- 1973 : Lucien Leuwen, téléfilm de Claude Autant-Lara
- 1975 : Au théâtre ce soir : Dix minutes d'alibi d'Anthony Armstrong, mise en scène Jacques Ardouin, réalisation Pierre Sabbagh, théâtre Édouard VII
- 1975 : Au théâtre ce soir : Trésor party de Bernard Régnier d'après un roman de Wodehouse, mise en scène Jacques Ardouin, réalisation Pierre Sabbagh, théâtre Édouard VII
- 1979 : La Lumière des justes de Yannick Andréi, mini-série : Marie
- 1980 : Au théâtre ce soir : Il est important d'être aimé d'Oscar Wilde, adaptation Jean Anouilh, mise en scène Jacques François, réalisation Pierre Sabbagh, théâtre Marigny
- 1980 : Les Mystères de Paris d'André Michel
- 1982 : Les Dames à la licorne de Lazare Iglesis : Griselda
- 1983 : La Chambre des dames de Yannick Andréi : Marie
- 1983 : Quelques hommes de bonne volonté (mini-série) de François Villiers : Odette
- 1984 : La Mafia de Damiano Damiani
- 1986 : La Mafia 2 de Florestano Vancini
- 1995 : Florence Larrieu : Le juge est une femme : saison 2 épisode 1 le secret de Marion : la mère de Marion
- 2006 : Les Secrets du volcan de Michaëla Watteaux : Marie-Thérese
- 2010 : Section de recherches

### Scénariste
- 1998 : Manège de Charlotte Brändström (téléfilm)
- 2001 : L'Oiseau rare de Didier Albert (téléfilm)
- 2003 : Le Voyage de la grande-duchesse de Joyce Buñuel (téléfilm)
- 2005 : Dolmen de Didier Albert (mini-série)
- 2008 : La veuve tatouée - Colette est une femme épanouie, coscénariste avec Pierre-Jean Rey, réalisé par Virginie Sauveur (téléfilm)
- 2010 : Monsieur Julien de Patrick Volson (téléfilm)
- 2015 : Meurtres au mont Ventoux (téléfilm)
- 2018 : Speakerine de Laurent Tuel (téléfim)

## Théâtre
- 1968 : Brève Rencontre de Noel Coward, mise en scène Jacques Mauclair, théâtre Saint-Georges
- 1969 : Interdit au public de Jean Marsan, mise en scène Jean Le Poulain, théâtre des Célestins
- 1971 : Henri VIII de William Shakespeare, mise en scène Gabriel Garran, théâtre de la Commune
- 1972 : L'Annonce faite à Marie de Paul Claudel, mise en scène Hubert Gignoux, Festival de la Cité Carcassonne
- 1976 : Comme il vous plaira de William Shakespeare, mise en scène Benno Besson, Festival d'Avignon
- 1978 : Almira de Pierre-Jean de San Bartholomé, mise en scène de l'auteur, Espace Pierre Cardin
- 1981 : Les Serments indiscrets de Marivaux, mise en scène Jean-Louis Thamin, théâtre de l'Est parisien, Nouveau théâtre de Nice
- 1982 : Les Serments indiscrets de Marivaux, mise en scène Jean-Louis Thamin, Nouveau théâtre de Nice
- 1983 : Cyrano de Bergerac d'Edmond Rostand, mise en scène Jérôme Savary, théâtre Mogador
- 1984 : Cyrano de Bergerac d'Edmond Rostand, mise en scène Jérôme Savary, théâtre Mogador
- 1987 : Le Secret d'Henri Bernstein, mise en scène Andréas Voutsinás, théâtre Montparnasse
- 1989 : Le Secret d'Henri Bernstein, mise en scène Andréas Voutsinás, théâtre des Célestins
- 1991 : Gustave et Louise de Pierre Barillet d'après la correspondance de Gustave Flaubert et Louise Colet, mise en scène Gérard Caillaud, théâtre des Mathurins
- 1991 : Pleins Feux de Mary Orr, mise en scène Éric Civanyan, théâtre de la Michodière
- 1992 : Pleins Feux de Mary Orr, mise en scène Éric Civanyan, théâtre Antoine, puis en tournée jusqu'en 1993
- 1995 : Un ennemi du peuple de Henrik Ibsen, mise en scène Jean-Luc Tardieu, Espace 44 Nantes
- 2000 : Le Plaisir de rompre et Le Pain de ménage, de Jules Renard, mise en scène Nicolas Briançon, théâtre 14 Jean-Marie Serreau

## Publications
- Nicole Jamet, Marie-Anne Le Pezennec, Dolmen, Paris, Éditions Michel Lafon, 2005, 440 p. (ISBN 978-2-7499-0297-5)
- Nicole Jamet, Marie-Anne Le Pezennec, Les oubliés de Killmore : Dolmen, la suite, Paris, éditions Michel Lafon, 2007, 462 p. (ISBN 978-2-7499-0651-5, BNF 41077401)
- Nicole Jamet, Marie-Anne Le Pezennec, Dolmen III, Paris, Éditions Michel Lafon, 2010, 352 p. (ISBN 978-2-7499-1239-4)